# Gündlischwand
Gündlischwand – gmina (niem. Einwohnergemeinde) w Szwajcarii, w kantonie Berno, w regionie administracyjnym Oberland, w okręgu Interlaken-Oberhasli.

## Demografia
W Gündlischwand mieszka 351 osób. W 2020 roku 22,2% populacji gminy stanowiły osoby urodzone poza Szwajcarią.

## Transport
Przez teren gminy przebiega droga główna nr 221.